# Tolentino
Tolentino är en stad och kommun i provinsen Macerata i regionen Marche i Italien. Kommunen hade 19 113 invånare (2018) och gränsar till kommunerna Belforte del Chienti, Camporotondo di Fiastrone, Colmurano, Corridonia, Macerata, Petriolo, Pollenza, San Ginesio, San Severino Marche, Serrapetrona, Treia och Urbisaglia.

## Historia
Staden har en bro från 1200-talet samt flera för sina konstverk märkliga kyrkor och andra byggnader, som Basilica di San Niccolò och San Catervo, båda med freskomålningar. Tolentino är romarnas Tolentinum in Picenum och är historiskt märkligt genom den 19 februari 1797 mellan Napoleon I och fullmäktige från påven Pius VI slutna freden, genom vilken påven till Frankrike avträdde Avignon och Venaissin, Bologna, Ferrara och Ancona. Den 2 och 3 maj 1815 vann österrikarna under Friedrich von Bianchi en seger över neapolitanerna, vilken kostade Joachim Murat Neapels tron.